# Wiedergutmachung
Wiedergutmachung (tyska: [viːdɐˈɡuːtˌmaxʊŋ]
 ( lyssna)), Deutsche Wiedergutmachungspolitik, är ett begrepp som samlar Tysklands statliga åtaganden för att materiellt ge ersättning åt de förföljda under Tredje riket. Detta skedde efter andra världskriget genom åtaganden från Förbundsrepubliken Tyskland och DDR, även begreppet skiljer sig något mellan de två: I DDR handlade det främst om ersättning till Sovjetunionen och Polen, DDR kom inte att bemöta Israel i frågan om ersättning för nazismregimens offer.

## Wiedergutmachung i BRD
Konrad Adenauer höll i september 1951 ett tal i den tyska förbundsdagen där han förklarade att regeringen var beredd att kompensera tyskars förbrytelser mot judar - Wiedergutmachung. Nahum Goldmann som var president för den judiska världskongressen samlade 23 judiska organisationer till en konferens i New York varpå Jewish Claims Conference (JCC) skapades för att tillgodose krav från judar som levde utanför Israel. Västtyskland förhandlade med Israel och Jewish Claims Conference i dessa frågor varpå avtal skapades där Israel talade för israeliska medborgare.
Samtalen kring kompenseringar fördes i Wassenaar utanför Den Haag och ledde fram till Luxemburgavtalet 10 september 1952. Detta avtal stipulerade att Förbundsrepubliken Tyskland under de kommande åren skulle betala ut 3,5 miljarder d-mark som till Israel och Jewish Claims Conference i kompensation för förföljelse, slavarbete och beslagtagen judisk egendom. Betalningar har sedan kommit från förutom Tyskland även Österrike och andra stater samt industriföretag.

## Wiedergutmachung i DDR
I DDR var historieskrivningen annorlunda än i Västtyskland och man såg sig som offer för nazismen och inte som en direkt del i den och skuldfrågan förändrades genom detta synsätt. Det innebar att DDR inte bemötte Israels skadeståndskrav. I DDR höll man istället fram kämpande antifascister mot naziregimen. DDR kom heller aldrig att ge tillbaka tvångsbeslagna fastigheter och tomter eller förmögenheter då detta bröt mot landets samhällssystem med statligt ägda bolag m.m. Istället riktade man sig in på att ge bättre sociala villkor till offren för förintelsen som levde i DDR, bland annat genom bättre sjukvård och pensioner och offrens barn fick förtur till studieplatser.  DDR gjorde här också åtskillnad på "offer för fascismen" (”Opfern des Faschismus”) och "kämpare mot fascismen" (Kämpfern gegen den Faschismus). DDR kom först kort innan landet upphörde att existera att förklara sin medskyldighet till förintelsen och bad om ursäkt för DDR:s hållning i frågan gentemot Israel och beklagade antisemitismen i DDR. 
Det återförenade Tyskland har delvis uppfyllt krav som riktades mot DDR.